# Ispitivanje prionjivosti premaza
Ispitivanje prionjivosti premaza je metoda kojom se ispituje prionjivost, a to je jedno od najvažnijih svojstava naliča ili premaza, koje ovisi o kvaliteti pripreme površine i o sukladnosti (kompatibilnosti) premaznih sredstava. U slučaju 2-K (dvokomponentnih) premaza ovisi o odnosu korištenih komponenti. Čvrstoću prianjanja (adheziju) prevlake na podlogu nije jednostavno izravno mjeriti. Zato se u proizvodnji većinom određuju neka mehanička svojstva povezana s adhezijom, pri čemu se uzorak s prevlakom redovito razara, to jest metode određivanja prionjivosti premaza su destruktivne metode.

## Metode ispitivanja

### Metoda povlačenjem premaza
Jedna od metoda za određivanje prionjivosti ili adhezije premaza (metoda povlačenjem premaza ili eng. Pull-off test) je mjerenje sile koja je potrebna za odvajanje metalnog valjčića koji se specijalnim ljepilom zalijepi za površinu na kojoj se nalazi premaz kojem želimo odrediti adheziju. Valjak na površini ostaje zalijepljen određeno vrijeme, a zatim se primjenjuje sila kako bi se odvojio od površine. U trenutku odvajanja valjka s površine moguće je očitati brojčanu vrijednost adhezije izraženu kao vrijednost sile u N/mm2 potrebne za uklanjanje valjka. Mjerenje se provodi u skladu s normama ISO 4624, ASTM D451 te BS EN 24624.

### Metoda zarezivanja mrežice
Druga metoda koja se koristi za određivanje prionjivosti premaza sastoji se u zarezivanju mrežice pomoću specijalnog uređaja koji sadrži više usporednih noževa međusobno podjednako udaljenih jedan od drugog. Njihova udaljenost ovisi o debljini suhog sloja premaza, tako da se za debljine premaza do 60 μm koriste noževi čija je međusobna udaljenost 1 mm; za premaze debljine do 120 μm međusobna udaljenost je 2 mm, dok je za premaze preko 120 μm udaljenost noževa je 3 mm. 
Ova ispitivanja obavljaju se u skladu s normom HRN EN ISO 2409. Može se koristiti i adhezivna ljepljiva traka, u skladu s normom ASTM D 1000, koja se nalijepi preko urezane mrežice i naglo povuče te se promatra kvaliteta mrežnih očica nakon skidanja ljepljive trake. Ispitivanje se provodi na način da se noževima uređaja urežu dva reda linija međusobno okomitih (90º). Dubina zarezivanja kvadrata mora biti takva da noževi prolaze kroz sloj premaza do metalne podloge. Nakon zarezivanja mrežice promatra se u kojoj mjeri je došlo do odvajanja premaza od podloge te se nalaz klasificira prema ocjeni adhezije premaza prema normi ISO 2409:
- ocjena 0: tragovi rezova su potpuno glatki, nijedan kvadratić mrežice nije otkinut;
- ocjena 1: nešto premaza je oljušteno na sjecištima u mrežici, manje od 5% površine je oštećeno;
- ocjena 2: dio premaza je oljušten na rubovima i sjecištima u mrežici. 5 do 15% površine je oštećeno;
- ocjena 3: premaza je oljušten duž rubova i unutar kvadratića mrežice. 15 do 35% površine je oštećeno;
- ocjena 4: premaza je oljušten duž rubova cijelog reza, neki kvadratići su potpuno oljušteni. 35 do 65% površine je oštećeno;
- ocjena 5: više od 65% površine je oljušteno.[1]